# شعاع عمودی آفتاب
شعاع عمودی آفتاب (Mùa hè chiều thẳng đứng) یک فیلم درام به کارگردانی تران آن هونگ محصول سال ۲۰۰۰ است که سومین فیلم کارگردان و آخرین فیلم از «سه‌گانهٔ ویتنام» او به‌شمار می‌رود.